# Saison 3 de Stargate SG-1
Chronologie
Saison 2 Saison 4
Cet article présente le guide des épisodes de la troisième saison de la série télévisée Stargate SG-1.

## Distribution
- Richard Dean Anderson : Colonel Jack O'Neill
- Michael Shanks : Dr Daniel Jackson
- Amanda Tapping : Capitaine/Major Samantha Carter
- Christopher Judge : Teal'c
- Don S. Davis : Major-Général George Hammond

## Épisodes

### Épisode 1:Dans l'antre des Goa'uld (2/2)
- États-Unis : 25 juin 1999

- Tony Amendola (Bratac)
- Suanne Braun (Hathor)
- Tom Butler (Major-Général Trofsky)
- Colin Cunningham (Major Paul Davis)
- Samantha Ferris (Dr Raully)
- Gary Jones (Sergent Walter Harriman)
- Steve Makaj (Colonel Makepeace)

### Épisode 2:Seth
- États-Unis : 2 juillet 1999

- Carmen Argenziano (Général Jacob Carter/Selmak)
- Robert Duncan (Seth)
- Mitchell Kosterman (Agent spécial James Hamner)

### Épisode 3:Diplomatie
- États-Unis : 9 juillet 1999

- Michael David Simms (Secrétaire à la Défense Arthur Simms)
- Ron Halder (Cronos)
- Jacqueline Samuda (Nirrti)
- Vince  Crestejo (Yu-Huang Shang Ti)
- Teryl Rothery (Dr Janet Fraiser)

### Épisode 4:Héritage
- États-Unis : 16 juillet 1999

- Kevin McNulty (Dr Warner)
- Eric Schneider (Dr McKenzie)
- Teryl Rothery (Dr Janet Fraiser)

### Épisode 5:Méthodes d'apprentissage
- États-Unis : 23 juillet 1999

- Andrew Airlie (Kalan)
- Brittney Irvin (Merrin)
- Teryl Rothery (Dr Janet Fraiser)

### Épisode 6:De l'autre côté du miroir
- États-Unis : 30 juillet 1999

Peter DeLuise
- Adaptation : Jonathan Glassner et Brad Wright

- Jay Acovone (Major Charles Kawalsky)
- Peter Williams (Apophis)
- Teryl Rothery (Dr Janet Fraiser)

### Épisode 7:Le Chasseur de primes
- États-Unis : 6 août 1999

- Sam J. Jones (Aris Boch) doublé par Alain Dorval
- Mark Holden (Keltar/Korra)

### Épisode 8:Les Démons
- États-Unis : 13 août 1999

- David McNally (Simon)
- Alan C. Peterson (Canon)

### Épisode 9:Règles de combat
- États-Unis : 20 août 1999

- Peter Williams (Apophis)
- Aaron Craven (Capitaine Kyle Rogers)
- Dion Johnstone (Capitaine Nelson)
- Jesse Moss (Lieutenant J. Hibbard)
- Teryl Rothery (Dr Janet Fraiser)

### Épisode 10:Le Jour sans fin
- États-Unis : 8 octobre 1999

- Erick Avari (Kasuf)
- Vaitiare Bandera (Sha're)
- Teryl Rothery (Dr Janet Fraiser)

### Épisode 11:Le Passé oublié
- États-Unis : 15 octobre 1999

- Megan Leitch (Ke'ra)
- Marya Delver (Layale)
- Jason Gray-Stanford (Orner)
- Teryl Rothery (Dr Janet Fraiser)

### Épisode 12:Les Flammes de l'enfer (1/2)
- États-Unis : 22 octobre 1999

- Carmen Argenziano (Général Jacob Carter/Selmak)
- J.R. Bourne (Martouf)
- William deVry (Aldwin)
- Bob Dawson (Bynarr)
- Dion Johnstone (Na'onak)
- David Palffy (Sokar)

### Épisode 13:Les Flammes de l'enfer (2/2)
- États-Unis : 29 octobre 1999

- Carmen Argenziano (Général Jacob Carter/Selmak)
- J.R. Bourne (Martouf)
- William deVry (Aldwin)
- Bob Dawson (Bynarr)
- Peter Williams (Apophis)
- Peter H. Kent (Kintac)
- David Palffy (Sokar)

### Épisode 14:Invasion
- États-Unis : 5 novembre 1999

- Tom McBeath (Colonel Harry Maybourne)
- Colin Cunningham (Major Paul Davis)
- Teryl Rothery (Dr Janet Fraiser)

### Épisode 15:Simulation
- États-Unis : 21 janvier 2000

- Alexis Cruz (Skaara/Klorel)
- Frida Betrani (Lya)
- Marie Stillin (Haute Chancelière Travell)
- Garwin Sanford (Narim)
- Kevin Durand (Lord Zipacna)

### Épisode 16:Un étrange compagnon
- États-Unis : 28 janvier 2000

- Dom DeLuise (Urgo/Togar)
- Teryl Rothery (Dr Janet Fraiser)

### Épisode 17:La Pluie de feu
- États-Unis : 4 février 2000

David Warry-Smith
- Adaptation : Brad Wright

- Michele Greene (Laira)
- Julie Patzwald (Naytha)
- Gary Jones (Sergent Walter Harriman)
- Shane Meier (Garan)
- Teryl Rothery (Dr Janet Fraiser)

### Épisode 18:Trahisons
- États-Unis : 11 février 2000

- Tom McBeath (Colonel Harry Maybourne)
- Steve Makaj (Colonel Makepeace)
- Marie Stillin (Haute Chancelière Travell)
- Christian Bocher (Major Dean Newman)
- Teryl Rothery (Dr Janet Fraiser)
- Linnea Sharples (Lieutenant Claire Tobias)

### Épisode 19:Un nouveau monde
- États-Unis : 18 février 2000

- Teryl Rothery (Dr Janet Fraiser)
- Richard Ian Cox (Nyan)
- Jennifer Copping (Mallin)
- Daryl Shuttleworth (en) (Commandant Rigar)
- Desiree Zurowski (Officier Parcy)

### Épisode 20:Instinct maternel
- États-Unis : 25 février 2000

- Tony Amendola (Bra'tac)
- Terry Chen (Moine)
- Teryl Rothery (Dr Janet Fraiser)

### Épisode 21:Le Crâne de cristal
- États-Unis : 3 mars 2000

Brad Turner
- Adaptation : Brad Wright

- Jan Rubes (Nick Ballard)
- Teryl Rothery (Dr Janet Fraiser)

### Épisode 22:Némésis
- États-Unis : 10 mars 2000

- Colin Cunningham (Major Paul Davis)
- Gary Jones (Sergent Walter Harriman)